# Muelle helicoidal

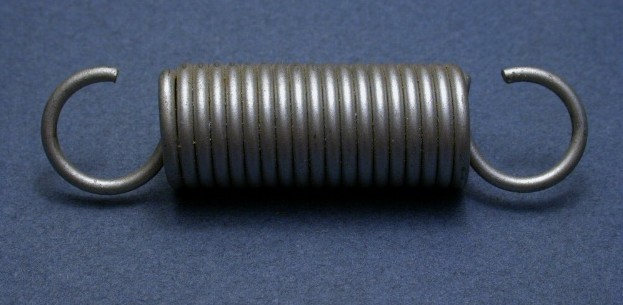
Muelle espiral de tracción

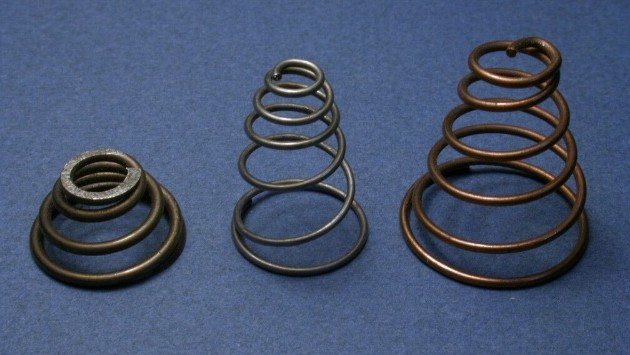
Muelles espirales de perfil cónico

Un  muelle helicoidal (también denominado como resorte helicoidal, en contraposición a los muelles formados por elementos planos, como las ballestas), es un dispositivo mecánico fabricado con alambre, un fleje o una barra de un material elástico, al que se le da la forma de una hélice. Como todos los muelles, se caracteriza por recuperar su longitud natural cuando se descarga, lo que hace que se utilicen para almacenar energía y luego liberarla; para absorber golpes; o para mantener una fuerza de contacto entre dos superficies. 
Bajo tensión o compresión, el material de un resorte helicoidal sufre torsión. Por lo tanto, las características del resorte dependen del módulo de corte del material, y no de su módulo de Young. 
Sin embargo, un resorte helicoidal también puede usarse como resorte de torsión: en este caso, el resorte en su conjunto está sujeto a torsión alrededor de su eje helicoidal. Así, el material del resorte está sujeto a un momento de flexión, ya sea reduciendo o aumentando el radio helicoidal. En este caso, el módulo de Young del material es el que determina las características del resorte. 
Los muelles helicoidales metálicos se hacen enrollando un alambre alrededor de una matriz de moldeado, que puede ser cilíndrica, con el perfil de un cono o con alguna otra forma de revolución. 
Los resortes helicoidales para vehículos generalmente están hechos de acero endurecido. Una máquina llamada bobinadora automática da forma el alambre de los resortes, que se ha calentado para que se pueda moldear más fácilmente. Luego se dirige a un torno que tiene una varilla de metal con el diámetro del muelle helicoidal deseado. La máquina toma el cable y lo guía sobre la varilla giratoria, y lo empuja a lo largo de la varilla para formar múltiples bobinas. El resorte se expulsa de la máquina, y se pone en aceite para que se enfríe, procediendo a su templado para reducir la fragilidad del acero una vez enfriado. El tamaño y la resistencia del resorte pueden controlarse mediante el tamaño de la varilla del torno y de las propiedades del material utilizado. Se utilizan diferentes aleaciones para obtener ciertas características del resorte, como rigidez, amortiguación y resistencia.

## Constante del muelle
La constante de un muelle es la medida de la carga necesaria para comprimirlo en una unidad de longitud determinada, y normalmente es especificada por el fabricante. En el sistema de medidas anglosajón, un resorte que tiene una tasa de 100 se comprime 1 pulgada sometido a 100 libras de carga. En los países donde se utiliza el Sistema Internacional, lo habiual es especificar la constante de un muelle en Newton/metro. 

## Variantes

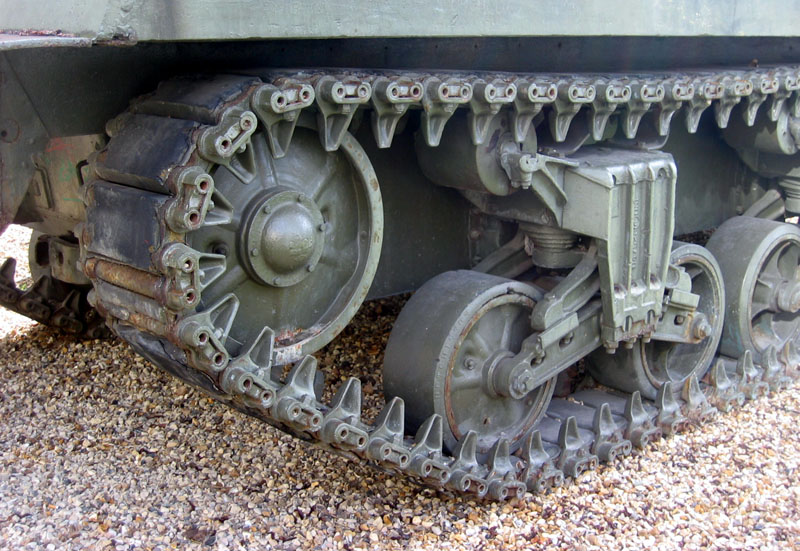
Suspensión con resortes de voluta en un tanque Sherman M4

Los tipos de muelle helicoidales son: 
- Muelles helicoidales de tensión/extensión, diseñados para resistir el estiramiento. Por lo general, tienen una forma de gancho u ojo en cada extremo para su fijación.
- Muelles helicoidales de compresión, diseñados para resistir la compresión. Un uso típico para resortes helicoidales de compresión es en sistemas de suspensión de automóviles. 
  - Los resortes de voluta se utilizan como muelles de compresión de cargas pesadas. Una tira plana se enrolla a la vez en forma de hélice y de espiral. Cuando se comprime, la tira es más rígida que una bobina de alambre, pero la disposición en espiral permite que las vueltas se superpongan en lugar de hacer tope entre sí.
- Resortes de torsión, diseñados para resistir acciones de torsión. A menudo utilizados en las pinzas para la ropa o en las puertas de garaje basculantes.

## Aplicaciones
Los resortes helicoidales tienen muchas aplicaciones; entre las más notables se incluyen: 
- Muelles de pandeo, utilizados en las teclas de los teclados de ordenador
- Muelles de colchón
- Muelles de tapicería

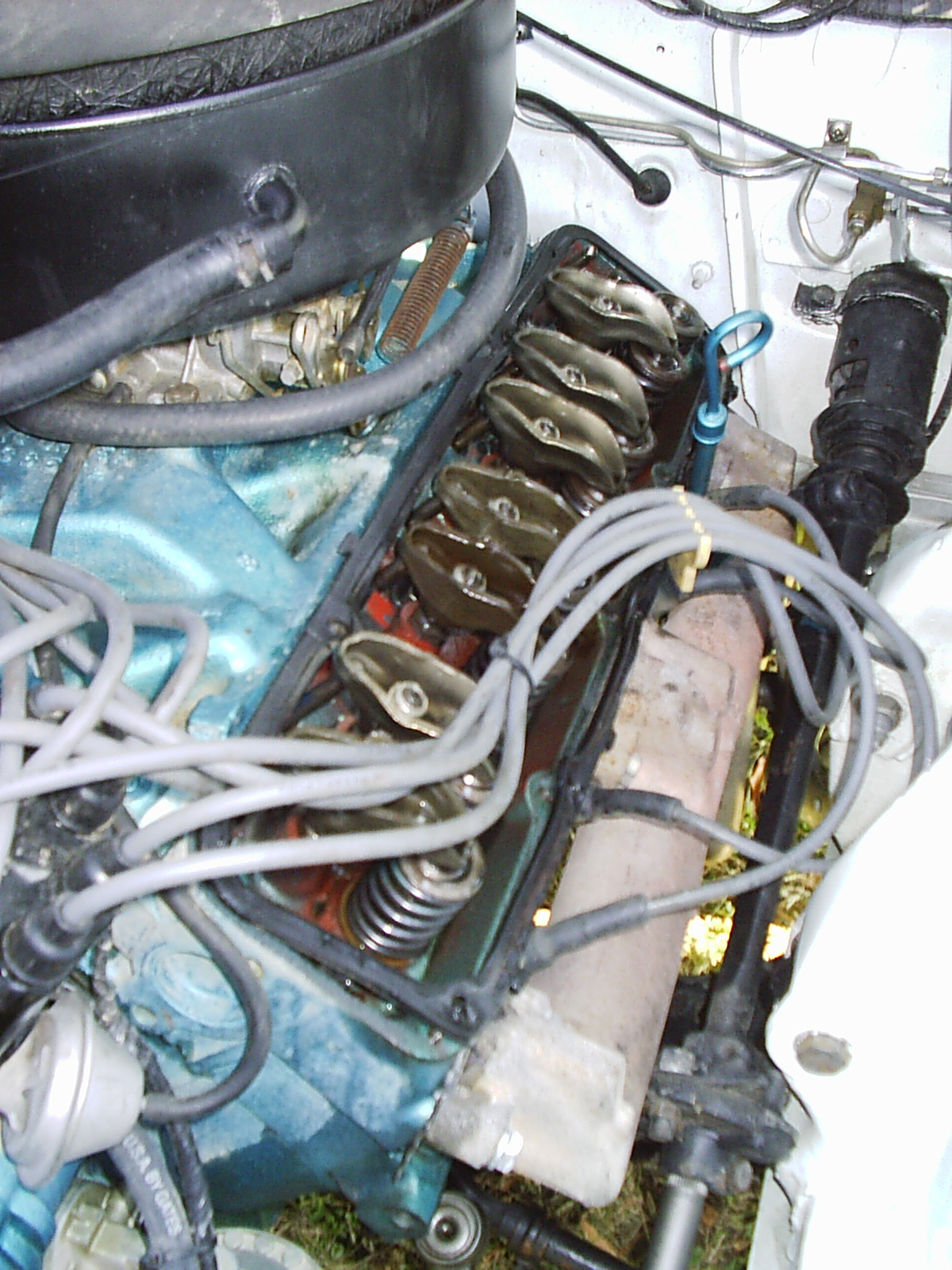
Muelles helicoidales en el tren de válvulas de un motor de explosión

- Muelles helicoidales en la suspensión de los automóviles

Los resortes helicoidales se usan comúnmente en la suspensión de vehículos. Son muelles de compresión y pueden diferir mucho en resistencia y tamaño dependiendo de su uso. Una suspensión con muelles helicoidales puede ser rígida o blanda dependiendo del vehículo en el que se use. El muelle helicoidal puede montarse con un amortiguador o montarse por separado. Los resortes helicoidales en los camiones les permiten circular sin problemas cuando están descargados y una vez cargados, cuando el resorte se comprime y se pone rígido. Esto permite que el vehículo rebote menos cuando está cargado. La suspensión de resortes helicoidales también se usa en automóviles de alto rendimiento para que el automóvil pueda absorber golpes y tener un reducido balanceo de la carrocería. En los vehículos todoterreno se usan debido al elevado desplazamiento que permiten a las ruedas.
- Muelles helicoidales en los motores de explosión

Los motores de explosión incluyen resortes de compresión, que juegan un papel importante en el cierre de las válvulas que alimentan de aire y dejan salir los gases de escape de la cámara de combustión. El resorte normalmente está unido a un balancín que a su vez está conectado a la válvula.
Dos resortes helicoidales de tensión y extensión del mismo material, diámetro, y diámetro del alambre, ejercen la misma fuerza cuando soportan la misma carga; el mayor número de vueltas simplemente aumenta (linealmente) la máxima longitud libre y la máxima longitud comprimida o extendida que puede deformarse el muelle sin perder sus propiedades elásticas.